# Mörttjärnen (Vilhelmina socken, Lappland, 715614-158842)
Mörttjärnen är en sjö i Vilhelmina kommun i Lappland och ingår i Lögdeälvens huvudavrinningsområde.